# Comissariado da Auditoria
O Comissariado da Auditoria (CA) (em chinês:審計署) é um serviço público da Região Administrativa Especial de Macau, que funciona como órgão independente na estrutura política da Região Administrativa Especial de Macau e goza de autonomia administrativa, financeira e patrimonial. O Comissariado da Auditoria é liderado pelo Comissário da Auditoria, que responde perante o Chefe do Executivo. Foi criado ao abrigo do artigo 60.º da Lei Básica de Macau e da Lei n.º 11/1999 (Lei Orgância), compete ao Comissariado da Auditoria o exercício dos poderes funcionais de auditoria da Conta Geral da Região Administrativa Especial de Macau e de diversos tipos de auditorias às contas e gestão dos “sujeitos a auditoria”, nomeadamente dos serviços e organismos do sector público administrativo e de entidades constituídas maioritariamente por fundos públicos. 

## Estrutura orgânica
|                                     |                                     |                                     |                                     |                                     |                                     |                                     |  |                        |                        |                        |                        |                               |                               |                               |                               |                                   |                                   | Comissáio da Auditoria            |                                   |                                   |                                   |                               |                               |                               |                               |                               |                               |  |  |                                    |                               |                               |                               |                               |                               |  |  |                               |                               |                               |                               |                               |                               |                                 |                                 |                                 |                                 |                                 |                                 |  |  |  |  |  |  |  |  |  |  |  |  |  |  |  |  |  |  |  |  |  |  |  |  |
|                                     |                                     |                                     |                                     |                                     |                                     |                                     |  |                        |                        |                        |                        |                               |                               |                               |                               |                                   |                                   | Adjunto                           |                                   |                                   |                                   |                               |                               |                               |                               |                               |                               |  |  |                                    |                               |                               |                               |                               |                               |  |  |                               |                               |                               |                               |                               |                               |                                 |                                 |                                 |                                 |                                 |                                 |  |  |  |  |  |  |  |  |  |  |  |  |  |  |  |  |  |  |  |  |  |  |  |  |
|                                     |                                     |                                     |                                     |                                     |                                     |                                     |  |                        |                        |                        |                        |                               |                               |                               |                               |                                   |                                   |                                   |                                   |                                   |                                   |                               |                               |                               |                               |                               |                               |  |  |                                    |                               |                               |                               |                               |                               |  |  |                               |                               |                               |                               |                               |                               |                                 |                                 |                                 |                                 |                                 |                                 |  |  |  |  |  |  |  |  |  |  |  |  |  |  |  |  |  |  |  |  |  |  |  |  |
|                                     |                                     |                                     |                                     |                                     |                                     |                                     |  |                        |                        |                        |                        |                               |                               |                               |                               |                                   |                                   |                                   |                                   |                                   |                                   |                               |                               |                               |                               |                               |                               |  |  |                                    |                               |                               |                               |                               |                               |  |  |                               |                               |                               |                               |                               |                               |                                 |                                 |                                 |                                 |                                 |                                 |  |  |  |  |  |  |  |  |  |  |  |  |  |  |  |  |  |  |  |  |  |  |  |  |
|                                     |                                     |                                     |                                     |                                     |                                     | Gabinete do Comissário da Auditoria |  |                        |                        |                        |                        |                               |                               |                               |                               |                                   |                                   |                                   |                                   |                                   |                                   |                               |                               |                               |                               |                               |                               |  |  |                                    |                               |                               |                               |                               |                               |  |  |                               |                               |                               |                               |                               |                               |                                 |                                 |                                 |                                 |                                 |                                 |  |  |  |  |  |  |  |  |  |  |  |  |  |  |  |  |  |  |  |  |  |  |  |  |
|                                     |                                     |                                     |                                     |                                     |                                     |                                     |  |                        |                        |                        |                        |                               |                               |                               |                               |                                   |                                   |                                   |                                   |                                   |                                   |                               |                               |                               |                               |                               |                               |  |  | Direcção dos Serviços de Auditoria |                               |                               |                               |                               |                               |  |  |                               |                               |                               |                               |                               |                               |                                 |                                 |                                 |                                 |                                 |                                 |  |  |  |  |  |  |  |  |  |  |  |  |  |  |  |  |  |  |  |  |  |  |  |  |
|                                     |                                     |                                     |                                     |                                     |                                     |                                     |  |                        |                        |                        |                        |                               |                               |                               |                               |                                   |                                   |                                   |                                   |                                   |                                   |                               |                               |                               |                               |                               |                               |  |  |                                    |                               |                               |                               |                               |                               |  |  |                               |                               |                               |                               |                               |                               |                                 |                                 |                                 |                                 |                                 |                                 |  |  |  |  |  |  |  |  |  |  |  |  |  |  |  |  |  |  |  |  |  |  |  |  |
|                                     |                                     |                                     |                                     |                                     |                                     |                                     |  |                        |                        |                        |                        |                               |                               |                               |                               |                                   |                                   |                                   |                                   |                                   |                                   |                               |                               |                               |                               |                               |                               |  |  |                                    |                               |                               |                               |                               |                               |  |  |                               |                               |                               |                               |                               |                               |                                 |                                 |                                 |                                 |                                 |                                 |  |  |  |  |  |  |  |  |  |  |  |  |  |  |  |  |  |  |  |  |  |  |  |  |
|                                     |                                     |                                     |                                     |                                     |                                     |                                     |  |                        |                        |                        |                        | Departamento de Apoios Gerais | Departamento de Apoios Gerais | Departamento de Apoios Gerais | Departamento de Apoios Gerais | Departamento de Apoios Gerais     | Departamento de Apoios Gerais     |                                   |                                   |                                   |                                   | 1.º Departamento de Auditoria | 1.º Departamento de Auditoria | 1.º Departamento de Auditoria | 1.º Departamento de Auditoria | 1.º Departamento de Auditoria | 1.º Departamento de Auditoria |  |  | 2.º Departamento de Auditoria      | 2.º Departamento de Auditoria | 2.º Departamento de Auditoria | 2.º Departamento de Auditoria | 2.º Departamento de Auditoria | 2.º Departamento de Auditoria |  |  | 3.º Departamento de Auditoria | 3.º Departamento de Auditoria | 3.º Departamento de Auditoria | 3.º Departamento de Auditoria | 3.º Departamento de Auditoria | 3.º Departamento de Auditoria |                                 |                                 |                                 |                                 |                                 |                                 |  |  |  |  |  |  |  |  |  |  |  |  |  |  |  |  |  |  |  |  |  |  |  |  |
|                                     |                                     |                                     |                                     |                                     |                                     |                                     |  |                        |                        |                        |                        | Departamento de Apoios Gerais | Departamento de Apoios Gerais | Departamento de Apoios Gerais | Departamento de Apoios Gerais | Departamento de Apoios Gerais     | Departamento de Apoios Gerais     |                                   |                                   |                                   |                                   | 1.º Departamento de Auditoria | 1.º Departamento de Auditoria | 1.º Departamento de Auditoria | 1.º Departamento de Auditoria | 1.º Departamento de Auditoria | 1.º Departamento de Auditoria |  |  | 2.º Departamento de Auditoria      | 2.º Departamento de Auditoria | 2.º Departamento de Auditoria | 2.º Departamento de Auditoria | 2.º Departamento de Auditoria | 2.º Departamento de Auditoria |  |  | 3.º Departamento de Auditoria | 3.º Departamento de Auditoria | 3.º Departamento de Auditoria | 3.º Departamento de Auditoria | 3.º Departamento de Auditoria | 3.º Departamento de Auditoria |                                 |                                 |                                 |                                 |                                 |                                 |  |  |  |  |  |  |  |  |  |  |  |  |  |  |  |  |  |  |  |  |  |  |  |  |
|                                     |                                     |                                     |                                     |                                     |                                     |                                     |  |                        |                        |                        |                        |                               |                               |                               |                               |                                   |                                   |                                   |                                   |                                   |                                   |                               |                               |                               |                               |                               |                               |  |  |                                    |                               |                               |                               |                               |                               |  |  |                               |                               |                               |                               |                               |                               |                                 |                                 |                                 |                                 |                                 |                                 |  |  |  |  |  |  |  |  |  |  |  |  |  |  |  |  |  |  |  |  |  |  |  |  |
| Divisão Administrativa e Financeira | Divisão Administrativa e Financeira | Divisão Administrativa e Financeira | Divisão Administrativa e Financeira | Divisão Administrativa e Financeira | Divisão Administrativa e Financeira |                                     |  | Divisão de Informática | Divisão de Informática | Divisão de Informática | Divisão de Informática | Divisão de Informática        | Divisão de Informática        |                               |                               | Divisão de Formação e Comunicação | Divisão de Formação e Comunicação | Divisão de Formação e Comunicação | Divisão de Formação e Comunicação | Divisão de Formação e Comunicação | Divisão de Formação e Comunicação |                               |                               |                               |                               |                               |                               |  |  |                                    |                               |                               |                               |                               |                               |  |  |                               |                               |                               |                               |                               |                               | Divisão de Estudo e Metodologia | Divisão de Estudo e Metodologia | Divisão de Estudo e Metodologia | Divisão de Estudo e Metodologia | Divisão de Estudo e Metodologia | Divisão de Estudo e Metodologia |  |  |  |  |  |  |  |  |  |  |  |  |  |  |  |  |  |  |  |  |  |  |  |  |

## Atribuições
- O Comissariado da Auditoria procede à auditoria financeira sobre a execução do orçamento do Governo da Região Administrativa Especial de Macau e elabora o relatório de auditoria da Conta Geral da Região Administrativa Especial de Macau.
- O Comissariado da Auditoria realiza a auditoria sobre a execução do orçamento, as contas finais, a gestão e utilização de fundos extraorçamentais, nomeadamente os activos, passivos, lucros e prejuízos, contas, receitas e despesas públicas, rendimentos e encargos financeiros dos “sujeitos a auditoria” e bem assim sobre a verificação de que os pagamentos foram efectuados de acordo com os procedimentos legais.
- O Comissariado da Auditoria efectua a “auditoria de resultados” sob o ponto de vista da racionalização do nível da eficiência e eficácia económica no exercício de funções pelos “sujeitos a auditoria”.
- Além das entidades, cujo orçamento é constituído totalmente por fundos públicos, são também “sujeitos a auditoria” as entidades :
  - Que recebam fundos públicos equivalentes a mais de metade da sua receita anual ou;
  - Tratando-se de quantia inferior, tenham previamente aceite, por escrito, a sua sujeição à auditoria.
- O Chefe do Executivo da Região Administrativa Especial de Macau, em razão dos interesses públicos, pode, por escrito, autorizar o Comissário da Auditoria a proceder à auditoria financeira às entidades concessionárias.

## Legislação
- Lei Básica da Região Administrativa Especial de Macau da República Popular da China[1]
  - Artigo 60.º
- Lei n.º 11/1999[2]
  - Cria o Comissariado da Auditoria da Região Administrativa Especial de Macau
- Regulamento Administrativo n.º 12/2007[3]
  - Define a organização e funcionamento do Comissariado da Auditoria
- Ordem Executiva n.º 28/2010[4]
  - Define o quadro de pessoal do Comissariado da Auditoria

## Mandatos de cada Comissário
- Fátima Choi, aliás Choi Mei Lei (20 de Dezembro de 1999 a 19 de Dezembro de 2009)
- Ho Veng On (20 de Dezembro de 2009 até o presente)

## Ligação externa
- Comissariado da Auditoria Página electrónica oficial